# Tiszteletbeli César
A tiszteletbeli César (franciául César d'honneur) a francia Filmművészeti és Filmtechnikai Akadémia különleges díja, melyet nem a tagok titkos szavazata alapján, hanem az Akadémia elnökének vagy főtitkárának javaslatára ítélnek oda, általában egy életpálya elismeréseként.
Az évente díjazottak száma nincs meghatározva. Átadása a „Césarok éjszakája” elnevezésű gálaünnepségen történik február végén, március elején, de ettől – különösen tengerentúli díjazottak esetében – eltérhetnek.
2023-ig kétszer érdemelte ki ezt az elismerést:
- Jean-Luc Godard filmrendező (1987, 1998), másodszorra az Histoire(s) du cinéma című, nyolcrészes filmtörténeti munkájának elismeréseképpen;
- Jeanne Moreau színésznő (1995, 2008) „60 évnyi filmezésért”;
- Michael Douglas színész (1998, 2016) pedig „az amerikai filmművészetet folyamatosan megújító és egyre gazdagabb karaktert nyújtó alakításaiért”.

## Díjazottak

### 1970-es évek
| Év   | Díjazott        | Foglalkozás                        | Ország           | A díjazott méltatója         | Megjegyzés   |
| ---- | --------------- | ---------------------------------- | ---------------- | ---------------------------- | ------------ |
| 1976 | Ingrid Bergman  | színésznő                          | Svédország       | Jean-Claude Brialy           |              |
| 1976 | Diana Ross      | színésznő, énekes                  | Egyesült Államok | Jean-Claude Brialy           |              |
| 1977 | Jacques Tati    | színész, filmrendező               | Franciaország    |                              | [ * 1 ]      |
| 1977 | Henri Langlois  | filmtörténész                      | Franciaország    |                              | (posztumusz) |
| 1978 | Robert Dorfmann | filmproducer                       | Franciaország    | Robert Enrico                |              |
| 1978 | René Goscinny   | rendező, forgatókönyvíró, producer | Franciaország    | Pierre Tchernia              | (posztumusz) |
| 1979 | Marcel Carné    | rendező, forgatókönyvíró           | Franciaország    | Jean-Philippe Lecat          |              |
| 1979 | Walt Disney     | rendező, forgatókönyvíró, producer | Egyesült Államok | Richard Kiel és Chantal Goya | (posztumusz) |
| 1979 | Charles Vanel   | színész, rendező                   | Franciaország    | Peter Ustinov                |              |

### 1980-as évek
| Év   | Díjazott              | Foglalkozás                        | Ország                      | A díjazott méltatója                  | Megjegyzés   |
| ---- | --------------------- | ---------------------------------- | --------------------------- | ------------------------------------- | ------------ |
| 1980 | Pierre Braunberger    | színész, rendező, producer         | Franciaország               | Claude Lelouch és Annie Girardot      |              |
| 1980 | Kirk Douglas          | rendező, forgatókönyvíró, producer | Egyesült Államok            | Jean-Philippe Lecat                   |              |
| 1980 | Louis de Funès        | színész                            | Franciaország               | Jerry Lewis                           |              |
| 1981 | Marcel Pagnol         | rendező, forgatókönyvíró           | Franciaország               |                                       | (posztumusz) |
| 1981 | Abel Gance            | rendező, forgatókönyvíró           | Franciaország               |                                       |              |
| 1981 | Alain Resnais         | rendező, forgatókönyvíró           | Franciaország               | Yves Montand                          | [ * 3 ]      |
| 1982 | Georges Dancigers     | producer                           | Oroszország · Franciaország | Jean Rochefort                        |              |
| 1982 | Alexandre Mnouchkine  | producer                           | Oroszország · Franciaország | Jean Rochefort                        |              |
| 1982 | Jean Nény             | hangmérnök                         | Franciaország               |                                       |              |
| 1982 | Andrzej Wajda         | rendező                            | Lengyelország               | Jack Lang                             | [ 4 ]        |
| 1983 | Ramu                  | színész                            | Franciaország               | César                                 | (posztumusz) |
| 1984 | Georges de Beauregard | producer                           | Franciaország               | Pierre Schoendoerffer                 |              |
| 1984 | René Clément          | rendező, forgatókönyvíró           | Franciaország               | Charles Bronson                       |              |
| 1984 | Edwige Feuillère      | színésznő, forgatókönyvíró         | Franciaország               | Jean Marais                           |              |
| 1985 | Danielle Darrieux     | színésznő                          | Franciaország               | Jean-Claude Brialy                    |              |
| 1985 | Christine Gouze-Renal | producer, színésznő                | Franciaország               | Kirk Douglas                          |              |
| 1985 | Christian-Jaque       | rendező, forgatókönyvíró           | Franciaország               | Gina Lollobrigida                     |              |
| 1985 | Alain Poiré           | producer, forgatókönyvíró          | Franciaország               | Raymond Devos                         |              |
| 1986 | Bette Davis           | színésznő, producer                | Egyesült Államok            | Olivia de Havilland és lánya, Gisèle  |              |
| 1986 | Jean Delannoy         | rendező, forgatókönyvíró, producer | Franciaország               | Michèle Morgan                        |              |
| 1986 | René Ferracci         | plakáttervező, művészeti igazgató  | Franciaország               | Karen Cheryl és César                 | (posztumusz) |
| 1986 | Maurice Jarre         | zeneszerző                         | Franciaország               | Maurice Béjart                        |              |
| 1986 | Claude Lanzmann       | dokumentumfilm-rendező             | Franciaország               | Roger Hanin                           |              |
| 1987 | Jean-Luc Godard       | rendező, forgatókönyvíró, színész  | Franciaország · Svájc       | Isabelle Huppert                      |              |
| 1987 | Jean Gabin            | színész                            | Franciaország               |                                       | (posztumusz) |
| 1987 | Yves Allégret         | rendező, forgatókönyvíró           | Franciaország               |                                       | (posztumusz) |
| 1988 | Serge Silberman       | producer, forgatókönyvíró          | Franciaország               | Jeanne Moreau és Jean-Claude Carrière |              |
| 1989 | Bernard Blier         | színész                            | Franciaország               | Michel Serrault                       | [ * 4 ]      |
| 1989 | Paul Grimault         | rendező, forgatókönyvíró, színész  | Franciaország               | Pierre Tchernia                       |              |

### 1990-es évek
| Év   | Díjazott             | Foglalkozás                                  | Ország                | A díjazott méltatója                | Megjegyzés   |
| ---- | -------------------- | -------------------------------------------- | --------------------- | ----------------------------------- | ------------ |
| 1990 | Philippe Dormoy      | színész                                      | Franciaország         |                                     | [ 8 ]        |
| 1990 | Gérard Philipe       | színész                                      | Franciaország         | Philippe Noiret                     | (posztumusz) |
| 1991 | Jean-Pierre Aumont   | színész, forgatókönyvíró                     | Franciaország         | Nathalie Baye                       |              |
| 1991 | Sophia Loren         | színésznő                                    | Olaszország           | Jean-Loup Dabadie                   |              |
| 1992 | César                | szobrászművész                               | Franciaország         | Frédéric Mitterrand                 | [ 10 ]       |
| 1992 | Michèle Morgan       | színésznő                                    | Franciaország         | Jean-Loup Dabadie                   |              |
| 1992 | Sylvester Stallone   | színész, forgatókönyvíró, rendező, producer  | Egyesült Államok      | Roman Polański                      |              |
| 1993 | Jean Marais          | színész                                      | Franciaország         | Michèle Morgan                      |              |
| 1993 | Marcello Mastroianni | színész                                      | Olaszország           | Daniel Toscan du Plantier           |              |
| 1993 | Gérard Oury          | színész, rendező, forgatókönyvíró            | Franciaország         | Daniel Toscan du Plantier           | [ 11 ]       |
| 1994 | Jean Carmet          | színész, forgatókönyvíró                     | Franciaország         | Gérard Depardieu                    |              |
| 1995 | Jeanne Moreau        | színésznő, rendező, énekes                   | Franciaország         | Charlotte Gainsbourg                |              |
| 1995 | Gregory Peck         | színész, producer                            | Egyesült Államok      | Alain Delon                         |              |
| 1995 | Steven Spielberg     | rendező, forgatókönyvíró, producer           | Egyesült Államok      | Claude Lelouch                      |              |
| 1996 | Lauren Bacall        | színésznő                                    | Egyesült Államok      | Alain Delon                         |              |
| 1996 | Henri Verneuil       | rendező, forgatókönyvíró, színész, producer  | Franciaország         | Claudia Cardinale                   |              |
| 1997 | Charles Aznavour     | színész, zeneszerző, énekes, forgatókönyvíró | Franciaország         | Michel Serrault                     |              |
| 1997 | Andie MacDowell      | színésznő                                    | Egyesült Államok      | Christopher Lambert                 |              |
| 1998 | Michael Douglas      | színész, producer                            | Egyesült Államok      | Charlotte Rampling                  | [ * 5 ]      |
| 1998 | Clint Eastwood       | színész, rendező, producer, zeneszerző       | Egyesült Államok      | Jean-Luc Godard                     | [ * 5 ]      |
| 1998 | Jean-Luc Godard      | rendező, forgatókönyvíró, színész            | Franciaország · Svájc | Johnny Hallyday                     | [ * 6 ]      |
| 1999 | Pedro Almodóvar      | rendező, forgatókönyvíró, színész, producer  | Spanyolország         | Bernadette Lafont és Rossy de Palma |              |
| 1999 | Johnny Depp          | színész, producer                            | Egyesült Államok      | Pascal Greggory és Roman Polański   |              |
| 1999 | Jean Rochefort       | színész                                      | Franciaország         | Sandrine Kiberlain                  |              |

### 2000-es évek
| Év   | Díjazott           | Foglalkozás                                   | Ország                      | A díjazott méltatója          | Megjegyzés   |
| ---- | ------------------ | --------------------------------------------- | --------------------------- | ----------------------------- | ------------ |
| 2000 | Josiane Balasko    | színésznő, rendező, forgatókönyvíró, producer | Franciaország               | Claude Berri                  |              |
| 2000 | Martin Scorsese    | rendező, producer, forgatókönyvíró, színész   | Egyesült Államok            | Catherine Deneuve             |              |
| 2000 | Jean-Pierre Léaud  | színész                                       | Franciaország               | Nathalie Baye                 |              |
| 2000 | Georges Cravenne   | filmkritikus, a César-díj alapítója           | Franciaország               | Alain Delon és Pierre Lescure |              |
| 2001 | Darry Cowl         | színész, zeneszerző, forgatókönyvíró, rendező | Franciaország               | Jean-Claude Brialy            |              |
| 2001 | Charlotte Rampling | színésznő                                     | Egyesült Királyság          | Patrice Chéreau               |              |
| 2001 | Agnès Varda        | rendező, forgatókönyvíró                      | Franciaország               | Jane Birkin és Mathieu Demy   |              |
| 2002 | Anouk Aimée        | színésznő                                     | Franciaország               | Claude Lelouch                |              |
| 2002 | Jeremy Irons       | színész                                       | Egyesült Királyság          | Fanny Ardant                  |              |
| 2002 | Claude Rich        | színész, forgatókönyvíró                      | Franciaország               | Jean Rochefort                |              |
| 2003 | Bernadette Lafont  | színésznő, rendező                            | Franciaország               | Bulle Ogier                   | [ * 7 ]      |
| 2003 | Spike Lee          | rendező, producer, forgatókönyvíró, színész   | Egyesült Államok            | Costa-Gavras                  | [ * 7 ]      |
| 2003 | Meryl Streep       | színésznő                                     | Egyesült Államok            | Nathalie Baye                 | [ * 7 ]      |
| 2004 | Micheline Presle   | színésznő                                     | Franciaország               | Fabrice Luchini               | [ * 8 ]      |
| 2005 | Jacques Dutronc    | színész, énekes, zeneszerző                   | Franciaország               | Sandrine Bonnaire             | [ * 9 ]      |
| 2005 | Will Smith         | színész                                       | Egyesült Államok            | Monica Bellucci               | [ * 9 ]      |
| 2006 | Hugh Grant         | színész                                       | Egyesült Királyság          | Carole Bouquet                | [ * 10 ]     |
| 2006 | Pierre Richard     | színész, rendező                              | Franciaország               | Clovis Cornillac              | [ * 10 ]     |
| 2007 | Marlène Jobert     | színésznő                                     | Franciaország               | Claude Brasseur               | [ * 11 ]     |
| 2007 | Jude Law           | színész, producer, rendező                    | Egyesült Királyság          | Juliette Binoche              | [ * 11 ]     |
| 2008 | Roberto Benigni    | színész, rendező                              | Olaszország                 | Fanny Ardant                  | [ * 12 ]     |
| 2008 | Jeanne Moreau      | színésznő                                     | Franciaország               | Melvil Poupaud                | [ * 13 ]     |
| 2008 | Romy Schneider     | színésznő                                     | Németország · Franciaország | Alain Delon                   | (posztumusz) |
| 2009 | Dustin Hoffman     | színész                                       | Egyesült Államok            | Emma Thompson                 | [ * 15 ]     |

### 2010-es évek
| Év   | Díjazott           | Foglalkozás                                 | Ország           | A díjazott méltatója                | Megjegyzés |
| ---- | ------------------ | ------------------------------------------- | ---------------- | ----------------------------------- | ---------- |
| 2010 | Harrison Ford      | színész                                     | Egyesült Államok | Sigourney Weaver                    | [ * 16 ]   |
| 2011 | Quentin Tarantino  | rendező, forgítókönyvíró, színész, producer | Egyesült Államok | Diane Kruger és Christoph Waltz     | [ * 17 ]   |
| 2012 | Kate Winslet       | színésznő                                   | Egyesült Államok | Michel Gondry                       | [ * 18 ]   |
| 2013 | Kevin Costner      | színész, producer, rendező                  | Egyesült Államok | Michel Hazanavicius                 | [ * 19 ]   |
| 2014 | Scarlett Johansson | színésznő                                   | Egyesült Államok | Quentin Tarantino                   | [ * 20 ]   |
| 2015 | Sean Penn          | színész, rendező, forgatókönyvíró, producer | Egyesült Államok | Marion Cotillard                    | [ * 21 ]   |
| 2016 | Michael Douglas    | színész, producer                           | Egyesült Államok | Claude Lelouch                      | [ * 22 ]   |
| 2017 | George Clooney     | színész, rendező, forgatókönyvíró, producer | Egyesült Államok | Jean Dujardin                       | [ * 23 ]   |
| 2018 | Penélope Cruz      | színésznő                                   | Spanyolország    | Marion Cotillard és Pedro Almodóvar | [ * 24 ]   |
| 2019 | Robert Redford     | színész, rendező, producer                  | Egyesült Államok | Kristin Scott Thomas                | [ * 25 ]   |

### 2020-as évek
| Év   | Díjazott            | Foglalkozás                            | Ország                      | A díjazott méltatója | Megjegyzés   |
| ---- | ------------------- | -------------------------------------- | --------------------------- | -------------------- | ------------ |
| 2020 | Nem osztottak díjat | Nem osztottak díjat                    | Nem osztottak díjat         | Nem osztottak díjat  | [ 12 ]       |
| 2021 | Jean-Pierre Bacri   | színész                                | Franciaország               | Marina Foïs          | (posztumusz) |
| 2022 | Cate Blanchett      | színésznő, producer                    | Ausztrália                  | Isabelle Huppert     | [ * 27 ]     |
| 2023 | David Fincher       | rendező, producer                      | Egyesült Államok            |                      | [ * 28 ]     |
| 2024 | Agnès Jaoui         | színész, rorgatókönyvíró, filmrendező  | Franciaország               | Jamel Debbouze       | [ * 29 ]     |
| 2024 | Christopher Nolan   | filmrendező                            | Egyesült Királyság          | Marion Cotillard     | [ * 30 ]     |
| 2025 | Julia Roberts       | színésznő                              | Egyesült Államok            |                      |              |
| 2025 | Costa-Gavras        | filmrendező, forgatókönyvíró, producer | Görögország / Franciaország |                      |              |

## További információ
- Best-of César - César d'honneur. YouTube